# Josep Plantí
Josep Plantí i Mateu (Barcelona, 1681 - Milà, Itàlia, 12 de març de 1743) fou un jurista català.

## Biografia
Fill d'Ildefons Plantí, mercer i botiguer de teles de Barcelona, i de Margarida Mateu. Va estudiar Dret a la Universitat de Barcelona, on es va doctorar i s'hi va vincular com a professor a partir de 1704. Partidari de l'Arxiduc Carles en la Guerra de Successió Espanyola, va participar en l'alçament austriacista de 1705 i va col·laborar amb la Generalitat de Catalunya durant el govern de l'Arxiduc. Va ser destinat a l'Audiència de Sardenya com a jutge de 1711 a 1717. En acabar la guerra s'hagué d'exiliar a Viena. Visqué com a exiliat austriacista a Viena fins que l'any 1725 fou nomenat senador al Senat de Milà, que pertanyia al Sacre Imperi Romanogermànic. Fou senador fins a l'any 1741.
Va redactar De Cataloniae principatu (El Principat de Catalunya), on recull elogis a Catalunya i en repassa la història; i una crònica de la Guerra de Successió Espanyola, totes dues en llatí. També va elaborar un projecte de colònia per als exiliats austriacistes que s'havia d'establir en terres d'Hongria. Com a jurista, Josep Plantí vindicava l'opció política dels catalans contra la casa de Borbó i en defensa de les seves constitucions, drets i llibertats.

## Obra
- De morte Caroli Secundi, Hispaniarum regis. De excidio Cataloniae necnon destructione Barcinonis quasi secuta (La mort de Carles II, rei de les Espanyes. La desfeta de Catalunya i la destrucció de Barcelona, que va venir poc després). Crònica de la Guerra de Successió Espanyola i de la postguerra a Catalunya.[2]
- De Cataloniae principatu (El Principat de Catalunya). Recull d'elogis i història de Catalunya.
- Nueva colonia española ideada. Projecte de colònia per als exiliats austriacistes.